# 奥登巴赫
奥登巴赫是德国莱茵兰-普法尔茨州的一个市镇。总面积7.94平方公里，总人口866人，其中男性447人，女性419人（2011年12月31日），人口密度109人/平方公里。